# 1540 Kevola
1540 Kevola este un asteroid din centura principală, descoperit pe 16 noiembrie 1938, de Liisi Oterma.